# Ranai Airport
Ranai Airport är en flygplats i Indonesien. Den ligger i den nordvästra delen av landet, 1 100 km norr om huvudstaden Jakarta. Ranai Airport ligger 2 meter över havet.
Terrängen runt Ranai Airport är varierad. Havet är nära Ranai Airport österut.